# Desciframiento

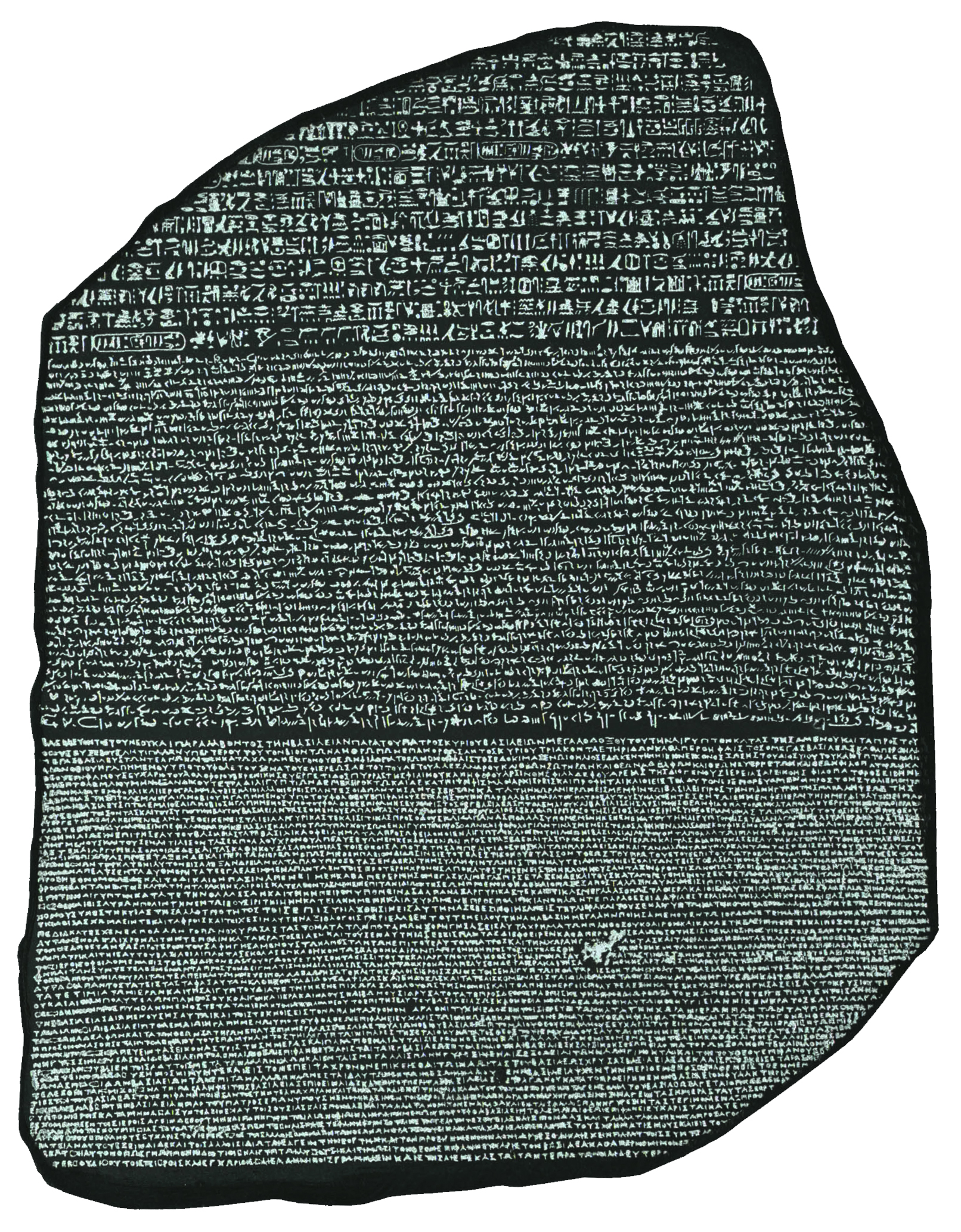
La Piedra de Rosetta, actualmente en el Museo Británico, sirvió a Jean-François Champollion para descifrar la escritura jeroglífica egipicia.

El desciframiento es un conjunto de técnicas de análisis de códigos que permite conocer e interpretar toda o parte de la información expresada mediante un código desconocido (es decir, un código cuyas reglas de codificación convencionales son desconocidas). El proceso es diferente al de decodificación ya que en este caso generalmente existe un conjunto de reglas explícitas o implícitas que permiten interpretar el código. El desciframiento incluiría el descubrimiento de dichas reglas de decodificación para obtener mensajes con sentido a partir de códigos desconocidos. El caso más común de desciframiento se refiere a códigos lingüísticos, que se conoce como desciframiento lingüístico.
El desciframiento comparte algunos rasgos comunes con el criptoanálisis convencional. El término desciframiento aparece sobre todo en lingüística y criptografía, aunque también en genética (en particular a los trabajos relacionados con el genoma o ADN de las especies vivas).

## Desciframiento lingüístico
El desciframiento lingüístico de un código involucra dos pasos diferentes:[cita requerida]
- Interpretación de la escritura en términos fonológicos, es decir, hacer legibles las escrituras, a partir.
- Interpretación gramatical de una escritura legible. Esto se hace básicamente usando lenguas emparentadas, bien mediante inscripciones bilingües o menos usualmente mediante comparación interna.

Para muchos documentos epigráficos de lenguas antiguas ha sido posible completar el primer paso, resultando las inscripciones legibles con bastante aproximación, aun cuando la gramática de la lengua leída de esa manera no es interpretable debido a que desconocemos casi todo sobre la gramática de la lengua en que fueron escritos esos textos.[cita requerida]

## Hitos del desciframiento

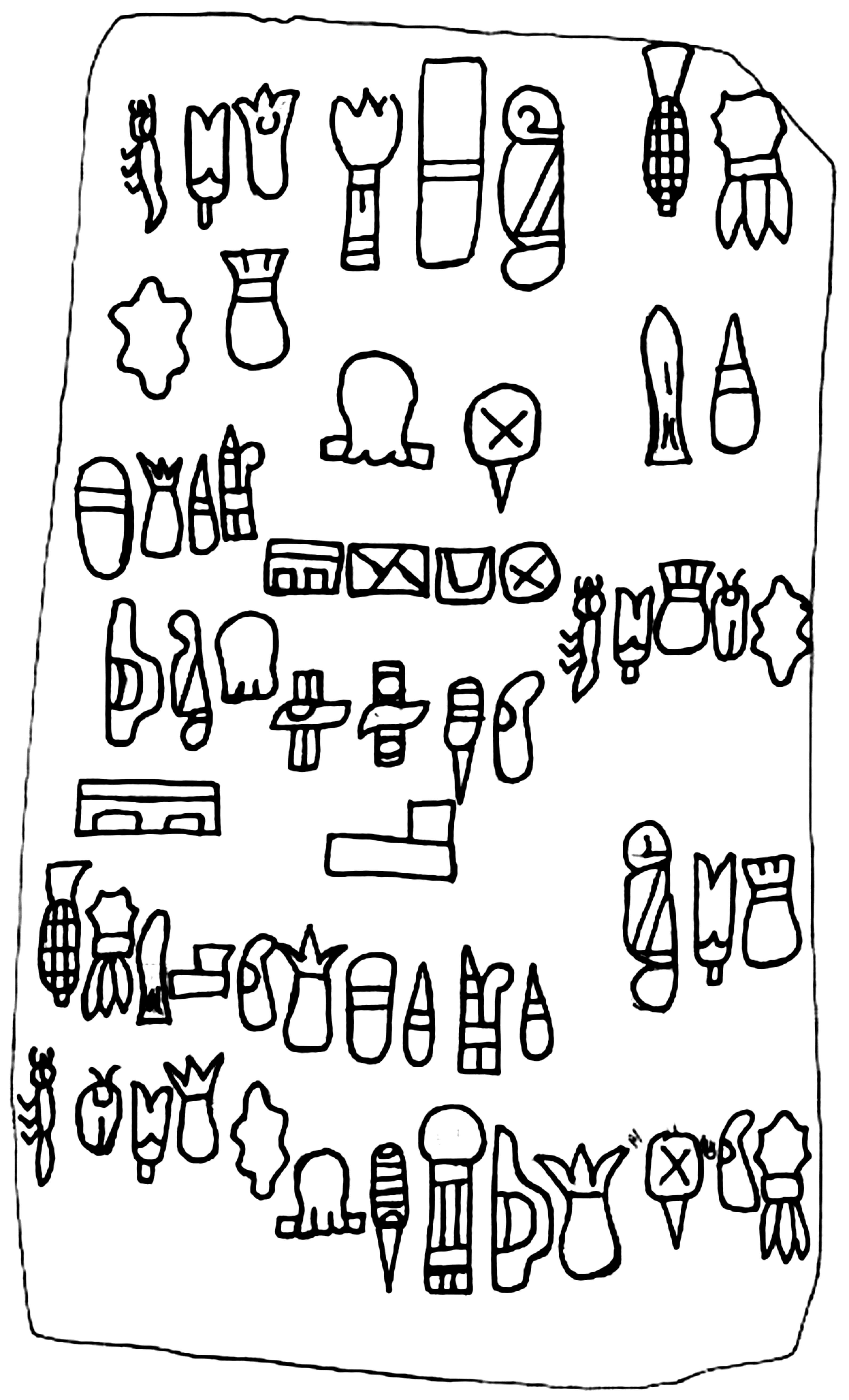
Documento epigráfico en escritura olmeca, recientemente descifrada.

Algunas de las escrituras importantes que han sido completamente descifradas para las que existe interpretación de la escritura y la gramática son las cuneiforme, jeroglífica, kharoṣṭhī, Lineal B, maya y olmeca. Otras escrituras de las que existen desciframientos parciales o polémicos son las Lineal A, del valle del Indo (encontrada en Harappa), ibérica (se conoce el valor fonético no el significado) y tartésica (se conoce el valor fonético no el significado). 
Por su parte, son objetos famosos del mundo del desciframiento la Piedra de Rosetta, el Codex Rohonczi, el Manuscrito Voynich, el Disco de Festo y la Inscripción de Behistún.

### Grandes descifradores
Los siguientes son algunos de los más célebres descifradores de la historia:
- Jean-François Champollion. Entre 1822 y 1824 estudió la escritura jeroglífica egipcia y logró las primeras lecturas a partir del copto.
- Georg Friedrich Grotefend. Inicialmente publicó obras sobre la lengua y escrituras del osco y el umbro, pero cuyo mayor éxito lo obtuvo en los años 1830 con el desciframiento de la escritura cuneiforme persa.
- Bedřich Hrozný. Entre 1915 y 1917 descifró los jeroglíficos hititas descifrando también la lengua como una nueva lengua indoeuropea.
- Yuri Knórosov. A principio de los años 1950 sentó la base para el desciframiento de la escritura maya.
- Michael Ventris. Entre 1951 y 1953 estudió la escritura conocida como lineal B y logró atribuir sonidos a los diferentes signos, resultando que dicha escritura no era otra cosa que un sistema silábico para transcribir griego micénico.

### Escrituras no-descifradas
Existe un número significativo de escrituras no descifradas o insuficientemente conocidas como para identificar el contenido de las mismas o la lengua en que están escritas. Una lista de estas escrituras incluye:
- Elamita lineal (llamado frecuentemente proto-elamita), aparece testimoniado por primera vez en el IV milenio a. C. en la misma región donde posteriormente apareció documentado el elamita cuneiforme, presumiblemente esta escritura se habría empleado inicialmente para el idioma elamita, aunque debido a que la escritura no está descifrada no puede asegurarse.
- Escritura del Indo documentada entre mediados del III milenio a. C. y mediados del II milenio a. C.. ha existido mucha discusión sobre el contenido de dichas inscripciones y la lengua en que pudieran estar escritas, se considera que los candidatos más probables son una forma de dravídico o una forma temprana de indoario.
- Escrituras de Creta:
  - Jeroglífico cretense testimoniado entre el 2000 a. C. y el 1600 a. C., de naturaleza pictográfica y usado en sellos de piedra, se cree que podría tratarse de un silabario.
  - Escritura del disco de Festo testimoniado en una única inscripción, el disco de Festo, aunque en varias ocasiones se ha proclamado que la escritura había sido descrifado ninguna de estas propuestas ha ganado aceptación general.
  - Lineal A, cuyos documentos se solapan en el tiempo con el jeroglífico cretense. Parece que algunos signos del lineal A se basan en el jeroglífico cretense. A su vez la escritura lineal A fue el origen histórico de una escritura descifrada: el lineal B usado para escribir el griego micénico. Se supone que tras lineal A podría estar el minoico, la lengua no-indoeuropea prehelénica de Creta.
- Escrituras de Chipre:
  - Chipro-minoico arcaico, es el nombre dado a la escritura usada en una única inscripción datada hacia 1500 a. C., esta escritura presenta similitudes en las escrituras no descifradas de Creta, de ahí el nombre chipro-minoico.
  - Chipro-minoico I, esta escritura está testimoniada entre los siglos XVI a. C. y XII a. C. esta escritura parece haber sido el modelo en el que se basó el silabario griego de Chipre.
  - Chipro-minoico II, es un tipo de escritura diferente de la anterior usada durante el siglo XIII a. C. en documentos hallados en el sitio arqueológico de Enkomi.
  - Chipro-minoico III, datado hacia en el siglo XIII a. C., originalmente hallado en Chipre parece proceder de hecho de la antigua ciudad siria de Ugarit.